# Richard Axel
Richard Axel (rođen 2. srpnja 1946., New York) je američki neuroznanstvenik koji za svoj rad na njušnom sustavu zajedno s Lindom B. Buck, 2004.g. podijelio Nobelovu nagradu za fiziologiju ili medicinu.
Richard Axel i Linda B. Buck dobili su Nobelovu nagradu za otkrića mirisnih receptora i organizacije njušnog sustava.

## Vanjske poveznice
- Nobelova nagrada - autobiografija (engl.)